# マーク・パンサー
マーク・パンサー（Marc Panther、1970年2月27日 - ）は、フランス・マルセイユ出身の音楽家、ソングライター、ファッションモデル。音楽グループ・globe、245、EDOのメンバーである。公称身長181cm、股下88cm。血液型B型。

## 人物・来歴
父親がフランス人で母親が日本人のハーフ。日本語、フランス語、英語のトライリンガルで、19歳まではフランスの国籍も有していたが、20歳の時に日本国籍を選択した。
幼少期からモデルとして活動。男性向けファッション誌「MEN'S NON-NO」（集英社） の初代専属モデルや「Checkmate」（講談社）のモデルとして活躍した後に、 「MTVジャパン」 のVJとして活動。
1991年に業界人からの紹介で小室哲哉と知り合い、それ以降小室が主催するイベントにMCとして呼ばれたり、プライベートでも一緒に食事するようになった。
1995年に結成されたglobeでは、ラップと作詞を担当。またglobe以外にもMARC名義で作詞家として活動し、安室奈美恵や鈴木あみ、tohkoなど多数のアーティストへ歌詞を提供。
小室は「低音・高音どちらを歌っても声に芯がある。骨格が関係しているかもしれない」「彼のラップはロックバンドのギターソロ以上の存在」と評している。
作詞の手法はジョン・レノンの言葉遊びに近い。また、実父がヒッピーでインドに何度も旅行をしていた関係で、実家にあらゆる宗教・スピリチュアル関連の本があり、幼少から暇な時にはその本を読み漁っていたためにそれらからの影響も強く受けている。主にウィリアム・ブレイク、カート・コバーンの作品を好んでいる。
アーティストの活動以外として京都造形芸術大学音楽論客員教授や、小・中・高生向けのDJ・モデルスクールをプロデュース・監修。私生活では、2002年に結婚すると、その年に産まれた子どもを育てる目的で石垣島やフランスに移住した。
2018年に生活の拠点を兵庫県芦屋市へ移すとともに、日本での芸能活動を本格的に再開。バラエティ番組、情報番組、ラジオ番組に多数出演している。また、ユニバーサル・スタジオ・ジャパンなどのイベントでDJプレイを披露するなど、幅広い世代に向けて音楽活動を展開している。
関東地方で暮らしていた幼少期からの阪神タイガースファンで、かつてはランディ・バースを応援していたという。阪神甲子園球場に隣接する芦屋市へ移住後の2019年には、同球団からの依頼を受けて、「六甲おろし」のリミックスバージョンを制作。シーズンを通じて主催試合5回裏終了後のダンスイベントで流されているほか、自身もこのイベントにゲスト、試合前のセレモニーにDJとして随時出演している。2020年からは、球団の主催行事としてシーズン終了後に開催される「ファン感謝デー」にも登場。
その一方で、2019年から大阪芸術大学芸術学部演奏学科の客員教授、2020年から⼀般社団法⼈ミス⽇本酒「Mr SAKE スペシャルアンバサダー」を務めている。
2021年現在、神奈川県鎌倉市在住。サーフィンを始めたという。
2023年10月、「健康生活研究家マーク」として株式会社IMKとアライアンス締結。YouTube、Instagram、TikTokなどで「健康生活」の送り方を解説している。

## 略歴
2歳の時にポスターモデルの仕事を始めたことをきっかけに、幼少期からモデルとして活動。後にリセ・フランコ・ジャポネ・ド・東京へ進学したが、18歳の時に中退した。
1986年、『MEN'S NON-NO』初代専属モデルとして活動。同誌では日本人のモデルを揃える方向で創刊を準備していたため、創刊前に編集部へ出向いて「自分のようなハーフ系のモデルも必要ではないか」と売り込んだところ、専属モデルに採用されたという。
1987年、『Checkmate』のモデルを始める。
1995年8月9日、globeのラッパーとしてデビュー。
2002年、結婚・長女誕生。
2004年、代官山にベビーセレクトショップ「Crown Heart」をオープン（後に閉店）。
2005年、スポーツブランド「ルコック」(le coq sportif) のイメージキャラクターに就任。
2016年、音楽プロデューサーのダイチ・ヨコタとファッションショーなどの音楽演出を手掛けるクラウディオの3人で、「EDO」（イー・ディー・オー）を結成する。
2018年、47都道府県をDJとしてglobeの楽曲を演奏する「GLOBE-GENERATION〜ともしびは消さない〜」を敢行。
2019年、大阪芸術大学芸術学部演奏学科の客員教授に就任。
2020年、Mr SAKE スペシャルアンバサダー就任。
2021年9月10日、大分県別府市のツーリズム別府大使に就任。
2023年10月、健康生活研究家マークとして活動開始。

## ディスコグラフィ
Marc Panther
- チャオ,ラ・ムール 恋にさよなら（1991年10月30日、CDアルバム、東芝EMI）
- Very Very Nice Song (OK!Mix)（1995年4月21日、CDシングル、Sony Records）
- 残酷な天使のテーゼ（English EDM ver.）（2015年8月12日配信開始）[13]

globe featuring MARC
- THE MAIN LORD（2000年3月29日、avex globe）

245
- Experience（2004年3月17日、cutting edge）
- Tainted Love（2007年2月28日、cutting edge）

## 主な作詞提供作品
※アーティスト名は50音順、（斜体）は小室哲哉プロデュース作品である。なお、自身の所属するglobeの作品は割愛する。
asami
- 10 TO 10（小室哲哉と共同）
- Friday nite

阿部薫
- Night Eyes 〜タフィの瞳〜（井上秋緒と共同）

天方直実
- With Your Love

安室奈美恵
- How to be a Girl（小室哲哉と共同）
- Dreaming I was dreaming（小室哲哉と共同）
- Toi et moi（小室哲哉と共同）
  - 上記に加え、アルバム『concentration 20』収録曲の大半を担当

宇都宮隆
- If you wish...
- rhythm of love

convertible
- Oh-darling（小室哲哉と共同）

坂口実央
- How Many Days

JEAN MICHEL JARRE & TETSUYA "TK" KOMURO
- TOGETHER NOW

Zoie
- I DON'T KNOW HOW TO SAY

鈴木亜美
- love the island（小室哲哉と共同）
- alone in my room（小室哲哉と共同）
- all night long（小室哲哉と共同）
- white key（小室哲哉と共同）
- Nothing Without You
- Don't leave me behind（鈴木亜美と共同）
- NIGHT SKY
  - 上記に加え、アルバム『SA』収録曲の大半を担当

Celina
- 光影之間

taeco
- deep GRIND

田原俊彦
- EASY...LOVE ME...

円谷優子
- Mystery of Sound
- CONFUSED MEMORIES

TK PRESENTS こねっと
- YOU ARE THE ONE（小室哲哉・DJ KOO・hitomiと共同）

tohko
- BAD LUCK ON LOVE 〜BLUES ON LIFE〜
- ふわふわ ふるる（小室哲哉と共同）
- It's all about us（小室哲哉と共同）
- tohhikoh（小室哲哉と共同）
- WHO...
- HEARTS
- FOR A LONG TIME（tohkoと共同）
- PUZZLE...by the irony of fate...
  - 上記に加え、アルバム『籐子』『cure』収録曲の大半を担当

TRUE KiSS DESTiNATiON
- VICTIM（小室哲哉と共同）

西田ひかる
- AS PURE AS...

未来玲可
- 海とあなたの物語（小室哲哉と共同）
  - 上記に加え、アルバム『海とあなたの物語たち』収録曲の大半を担当

MIYUKI
- IF ONLY WE COULD FLY

YU-KI
- dragons' dance（小室哲哉と共同）

Ring
- ONE, TWO STEP（小室哲哉と共同）

## 主な出演

### テレビ
- ラブリラン 第9話（2018年5月31日、読売テレビ） - ロンドンの社長 役[14][15]
- 歴史秘話ヒストリア「サムライとフランス軍人  幕末ラストミッション」（2020年2月5日、NHK）  ‐ 軍事顧問団団長 シャルル・シャノワンヌ役
- マーク・パンサーの地球を感じる！グローブ旅　～グロ旅～（2025年1月21日-、土曜日　23:00-23:30 BS10 ）[16]
- 御社の乱れ正します!2（2025年10月2日〈予定〉 - 、BS-TBS・BS-TBS 4K） - マスター 役[17]

### ラジオ番組
- 上泉雄一のええなぁ!　水曜日（2018年9月19日、MBSラジオ） - 本来のパートナーである奥野史子の夏季休暇に伴いゲストではなく、「スペシャルパートナー」としてほぼ全編に出演。
- しずちゃんとマーク・パンサーのGLOBISM（OBSラジオ「完売御礼 IMAZURU わいわいハイツ」枠）
- JOY TO THE OITA（月曜日 19:30-20:00、OBSラジオ）
- マークとまほのきょうイチゴルフ（木曜日 18:30-18:45、OBSラジオ）

### 映画
- さよならジュピター（小松左京総監督・原作・脚本、橋本幸治監督、川北紘一特技監督、1984年） - カルロス・アンヘレス 役

### CM
- コカ・コーラ（1994年）
- ピザーラ（1995年）
- コーワ「コーワ パワードコーヒー」（2014年7月）
- 大阪芸術大学グループ（2019年） - 「演奏学科客員教授」という肩書で出演

## 著書
- パパはハーフでマークでカミナリ親父!（2006年7月6日、単行本、しょういん）
- chez Didi（シェディディ）（2007年11月、単行本、しょういん）